# Ємельянов Артур Станіславович
Ємельянов Артур Станіславович (народ. 27 лютого 1973, Донецьк, УРСР) — адвокат, у минулому — суддя Вищого господарського суду України, голова Ради суддів господарських судів України, колишній в. о. та заступник голови ВГСУ, екс-голова Апеляційного господарського та Господарського судів Києва, колишній голова господарського суду Донецької області. Кандидат юридичних наук.
Звинувачений у створенні злочинної організації, що втручалася у систему розподілу справ під час судочинства в Україні.

## Життєпис
Народився 27 лютого 1973 року у Донецьку. Закінчив Донецький державний університет (1995 — «юрист» на економіко-правовому факультеті, 1999 — «економіст» на обліково-фінансовому факультеті). 2009 року захистив кандидатську дисертацію на тему «Правове регулювання обігу векселів у сфері господарювання».
Починав кар'єру 1992 року юристом АТ «AMS International» в Донецьку. У 1994 році працював юристом механізованої колони № 31 АТ «Південномережбуд», а потім перейшов на роботу до Кіровського відділення Укрсоцбанку в Донецьку. У 1995 році став юристом у Пролетарському відділенні Промінвестбанку, згодом став начальником юридичного сектора.
За даними Ємельянова, у судову сферу він потрапив випадково: присутній на одному з процесів за його (як адвоката) участю, суддя запропонував подати документи та спробувати себе в кар'єрі судді.
У 2000 році Ємельянова згідно Указу Президента України було вперше призначено на посаду судді арбітражного (господарського) суду Донецької області строком на п'ять років. За наступні 10 років — з 2001 по 2011 роки. пройшов шлях від судді до заступника голови та голови Господарського суду Донецької області.
У 2011 році його було переведено до Києва, де він став спочатку суддею, а потім головою Господарського суду міста Києва. У 2012 році він вже працював у Київському апеляційному господарському суді, де також став головою. У 2013—2014 роках, відповідно Ухвали Верховної ради України, Ємельянова було переведено на посаду судді, а потім призначено заступником голови Вищого господарського суду України.
Після Революції гідності 2013—2014 років Ємельянов відмовився від адміністративної посади, залишився на роботі у Вищому господарському суді України суддею першою (2014—2015), а потім четвертою судовою палатою ВГСУ, де працював до звільнення за вчинення «істотного дисциплінарного проступку» у 2021 р.

## Статки
2015 року Ємельянов задекларував квартиру у Києві площею 84,5 м² та орендований будинок у Ходосівці Києво-Святошинського району площею 73,1 м². З цінного майна вказав годинник Breguet та мотоцикл Vespa. Зарплатня за місцем роботи за 2014 рік склала 226 тис. грн, ще 3 млн грн. Ємельянову позичила колишня дружина (розлучилися у 2014 році). Рахунок у банках він не декларував, натомість готівкою тримав 2,74 млн грн., $180 тис. та 70 тис. євро. Транспортних засобів, корпоративних прав на бізнес та цінних паперів не мав.

## Судові процеси та скандали
У 2017 році Ємельянов брав участь у конкурсі на посаду судді у новоствореному Верховному Суді, але через розголос можливої причетності до протизаконних дій не був допущений до наступного етапу.
Зокрема, Генеральний прокурор Юрій Луценко заявив, що слідство має близько 7 тис. епізодів можливого втручання Ємельянова до системи розподілу справ у суді під час перебування главою Господарського суду Києва. Звинувачення ГПУ засновані на показаннях судді цього суду Алли Пригунової, яка заявила про втручання і тиск з боку Ємельянова з метою ухвалення конкретних рішень.
Ємельянов назвав процес політичним та подав позов про порушення цивільних прав до Європейського суду з прав людини, позов прийнято до розгляду.
У липні 2015 року в Ліхтенштейні було заарештовано рахунки панамської фірми, яку прокуратура пов'язувала із Ємельяновим. Справу в Ліхтенштейні було закрито і рахунки були розморожені. Кошти були повернені реальним власникам.
3 березня 2021 року Вища рада правосуддя звільнила суддю Ємельянова з посади судді Вищого господарського суду за вчинення «істотного дисциплінарного проступку».

## Розслідування
Ємельянов неодноразово був фігурантом журналістських розслідувань та низки заяв про недоброчесність в українських ЗМІ.

### Звинувачення в отриманні хабаря
3 грудня 2024 року ДБР затримали Ємєльянова за підозрою в участі у злочинній організації та участі у злочинах, вчинюваних такою організацією (ч. 1 ст. 255 ККУ, одержанні хабаря ч. 2 ст.  368 ККУ). Печерський суд Києва обрав Ємельянову запобіжний захід у справі про можливе хабарництво у вигляді тримання під вартою.
Був затриманий правоохоронцями ДБР 3.12.2024 в Україні, А. Ємельянова підозрюють в участі у злочинній організації та участі у злочинах, вчинюваних такою організацією (ч. 1 ст. 255 КК України (в редакції закону № 2341-III від 05.04.2001); одержанні хабаря  ч. 2 ст.  368 КК  України (в редакції Закону № 2341-III від 05.04.2001).

### Звинувачення в пособництві державі-агресору
30 травня 2025 року Ємельянова затримали одразу після незаконної зміни запобіжного заходу. Згідно повідомлення ДБР, ексзаступник голови Вищого Господарського суду України є фігурантом кримінального провадження, яке розслідується за ч. 2 ст. 111-2 КК України (пособництво державі-агресору).

## Кар'єра
- 10.11.1994 р. — юрист механізованої колони № 31, Донецька філія АТ «Південномережбуд».
- 11.1994 р. — 03.1995 р. — юрист 1-ї категорії, Кіровське відділення Укрсоцбанку у Донецьку.
- 04.1995 р. — 01.2001 р. — юрист, старший юрист, керівник сектору — старший юрисконсульт, керівник юридичного відділу — пров. спеціаліст, головний юрисконсульт, Пролетарське відділення Промінвестбанку України у м. Донецьку.
- 01.2001 р. — н.в. — суддя (з 11.2005 — безстроково).
- 04.2005 р. — 12.2010 р. — Заступник голови Господарського суду Донецької області.
- 12.2010 р. — 01.2011 р. — Голова, Арбітражний суд Донецької області (Господарський суд Донецької області).
- 01.2011 р. — Голова, Господарський суд Києва.
- 03.2012 р. — голова, Київський апеляційний господарський суд.04.2013 р.
- 06.2018 — суддя, Вищий господарський суд України.
- 03.2021 — звільнений Вищою радою правосуддя за вчинення «істотного дисциплінарного проступку».
- 12.2024 — відправлений під арешт на 60 діб без альтернативи внесення застави.

## Родина
Розлучений, виховує двох синів та доньку[джерело?].